# Józef Młynarczyk
Jozef Mlynarczyk est un footballeur polonais né le 20 septembre 1953 à Nowa Sól.
Il était le gardien de but de la Pologne dans les années 1980.

## Carrière
- 1972-1974 :  Arka Nowa Sól
- 1974-1977 :  BKS Stal Bielsko-Biała
- 1977-1980 :  Odra Opole
- 1980-1984 :  Widzew Łódź
- 1984-1986 :  SC Bastia
- 1986-1989 :  FC Porto[1],[2]

## Palmarès

### Odra Opole
- Champion de Pologne en 1981 et 1982

### FC Porto
- Vainqueur de la Ligue des champions en 1987
- Vainqueur de la Coupe intercontinentale en 1987
- Vainqueur de la Supercoupe d'Europe en 1987
- Champion du Portugal en 1988
- Vainqueur de la Coupe du Portugal en 1988
- Vainqueur de la Supercoupe du Portugal en 1986

### Sélection nationale
- 42 sélections et 0 but avec l'équipe de Pologne entre 1979 et 1986
- Troisième de la Coupe du monde 1982